# Jur Stavast
Jurrien Jaap (Jur) Stavast (Groningen, 7 juli 1944) is een Nederlands bestuurder en politicus.

## Leven en werk
Stavast, aanvankelijk werkzaam in het onderwijs, begon zijn politieke loopbaan in 1972 als CDA-raadslid van Hoogeveen, vervolgens werd hij lid van Provinciale Staten, fractievoorzitter van het CDA en gedeputeerde van de provincie Drenthe. Op 16 mei 1996 werd hij benoemd als waarnemend burgemeester van Stadskanaal, gevolgd door een definitieve benoeming op 1 september 1998. Op 1 juli 2009 eindigde zijn burgemeesterschap van Stadskanaal. Hij werd bij zijn afscheid benoemd tot ereburger van de gemeente Stadskanaal. Op 29 april 2010 ontving hij uit handen van zijn opvolger burgemeester B.A.H. Galama een koninklijke onderscheiding; hij werd benoemd tot Ridder in de Orde van Oranje Nassau.